# Vidio
PT Vidio Dot Com (Vidio) es un servicio de streaming de video OTT con sede en Indonesia establecido el 15 de octubre de 2014. Originalmente propiedad de Mediatama Anugrah Citra, ahora propiedad de Surya Citra Media, ambas son subsidiarias de Emtek. El contenido del servicio consta de canales de televisión abierta y paga, eventos en vivo, películas y series, incluidos programas originales de Vidio. En 2022, Vidio fue el mayor proveedor de servicios de video bajo demanda en Indonesia, superando a Netflix, Disney+ Hotstar y Amazon Prime Video.

## Historia
Vidio se fundó el 15 de octubre de 2014 y tenía como objetivo ser el YouTube para los indonesios. Originalmente, el contenido de Vidio estaba dominado por contenido generado por usuarios y contenido de televisión de los medios de comunicación de Emtek. En 2015, Vidio tenía entre 3000 y 4000 usuarios activos mensuales.
La inversión total de Emtek en Vidio a marzo de 2019 alcanzó los 240 mil millones de rupias. Surya Citra Media planeaba adquirir Vidio a un precio de 115 mil millones de rupias. Después de producir tres series originales en 2019, Vidio comenzó a lanzar más series originales en Vidio Premier, su servicio de suscripción premium, denominado «Vidio Originals» en 2020. Ese mismo año, Vidio tenía 40 millones de usuarios activos.
Durante la pandemia de COVID-19, la plataforma experimentó un crecimiento del 225 % y registró más de 5 millones de descargas en App Store y Play Store.
El 7 de noviembre de 2021, MNC notó la eliminación de todos los canales de televisión de MNC a Vidio bajo una supuesta disputa de transporte cuando MNC Vision Networks era propietaria de Vision+ para RCTI, MNCTV, GTV e iNews.
Vidio es la emisora digital exclusiva de la Premier League desde la temporada 2022-2023 a 2025-2026. La mayoría de los partidos importantes se transmitieron exclusivamente en la plataforma con su red hermana SCTV y Moji transmitió el resto.
Después de que Fox Sports Asia cesara sus operaciones en octubre de 2021, Emtek adquirió los derechos para transmitir la Fórmula 1 durante el resto de las temporadas 2021 y 2022. Las carreras se transmitieron en Champions TV 4 (que estaba incluido en la suscripción premium de Vidio) y en el canal terrestre de señal abierta Moji.
Vidio obtuvo oficialmente sus derechos para la transmisión de la Copa Mundial de Fútbol de 2022 en Catar, la Copa Mundial de Fútbol Sub-20 de 2023 en Argentina, la Copa Mundial de Fútbol Sub-17 de 2023 en Indonesia y la próxima Copa Mundial Femenina de Fútbol Sub-20 de 2024 de 2024.

## Propiedad
La siguiente es una lista de propietarios de Vidio basada en los informes financieros de Surya Citra Media.
- PT Surya Citra Media Tbk (79,37 %)
- Otros (20,63 %)